# Tri-Cities (Washington)

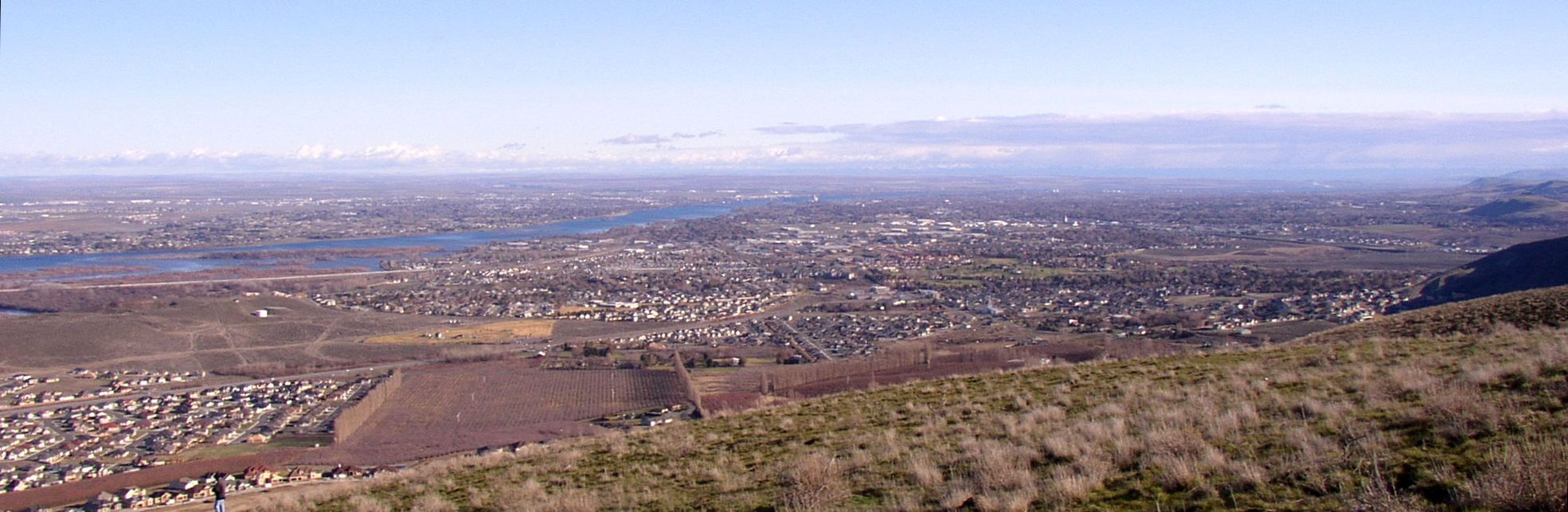
Veduta panoramica da Richland

Tri-Cities è il nome comunemente usato per individuare la conurbazione comprendente tre città degli Stati Uniti d'America: Kennewick, Pasco e Richland, tutte dello stato di Washington.
L'area urbana di Tri-Cities conta 228.992 abitanti (2007). Richland e Kennewick si trovano sulla sponda occidentale del fiume Columbia, nella Contea di Benton mentre Pasco si trova sull'altra sponda ed è il capoluogo della Contea di Franklin.
Tri-Cities è famosa come sede dell'importante centrale nucleare di Hanford Site.